# Sara Magnaghi
Sara Magnaghi (Como, 30 de octubre de 1993) es una deportista italiana que compitió en remo. Ganó dos medallas en el Campeonato Europeo de Remo, en los años 2012 y 2013.

## Palmarés internacional
| Campeonato Europeo | Campeonato Europeo | Campeonato Europeo | Campeonato Europeo |
| Año                | Lugar              | Medalla            | Prueba             |
| ------------------ | ------------------ | ------------------ | ------------------ |
| 2012               | Varese (Italia)    | Medalla de plata   | Ocho con timonel   |
| 2013               | Sevilla (España)   | Medalla de bronce  | Cuatro scull       |